# Jarkko Hattunen
Jarmo Jokila (ur. 22 stycznia 1987 w Kajaani) – fiński hokeista.
Jego brat Jonne (ur. 1985) także został hokeistą.

## Kariera
- Hokki U16 (2001-2002)
- Kiekkoreipas U18 (2003-2004)
- Pelicans U20 (2003/2004)
- Pelicans U20 (2004-2006)
- Suomi U20 (2005/2007)
- Lukko (2006)
- FPS (2006)
- Hokki (2006-2008)
- TPS (2008-2013)
- Sport (2013-2015)
- Saryarka Karaganda (2015)
- HK Temyrtau (2015)
- Asplöven HC (2015-2016)
- Podhale Nowy Targ (2016-2017)
- Asplöven HC (2017-2018)
- Kalmar HC (2018)

Wychowanek klubu Hokki w rodzinnym mieście. W karierze występował w rodzimych ligach fińskich Mestis i przez pięć sezonów w Liiga w barwach klubu TPS. Od lipca 2015 zawodnik kazachskiej Saryarki Karaganda. Następnie grał w innym klubie z Kazachstanu, z Temyrtau. Od zawodnik szwedzkiego zespołu Asplöven HC. Od lipca 2016 zawodnik Podhala Nowy Targ w rozgrywkach Polskiej Hokej Ligi. Po sezonie PHL 2016/2017 odszedł z Podhala. Od czerwca 2017 ponownie zawodnik Asplöven HC. W styczniu 2018 przeszedł do Kalmar HC.
Był reprezentantem kadr juniorskich Finlandii do lat 17 i uczestniczył w turnieju mistrzostw świata juniorów do lat 17 w 2004.

## Sukcesy
Klubowe
- Złoty medal Mestis: 2007 z Hokki
- Srebrny medal Mestis: 2008 z Hokki
- Złoty medal mistrzostw Finlandii: 2010 z TPS

Indywidualne
- Sezon Mestis 2006/2007: trzecie miejsce w klasyfikacji strzelców w fazie play-off: 7 goli